# حافظ (قرآن)
حافظ در لغت به معنی محافظت کننده است، اما این لفظ در بین مسلمانان به کسی اطلاق می‌شود که بتواند کل قرآن را از حفظ بخواند.

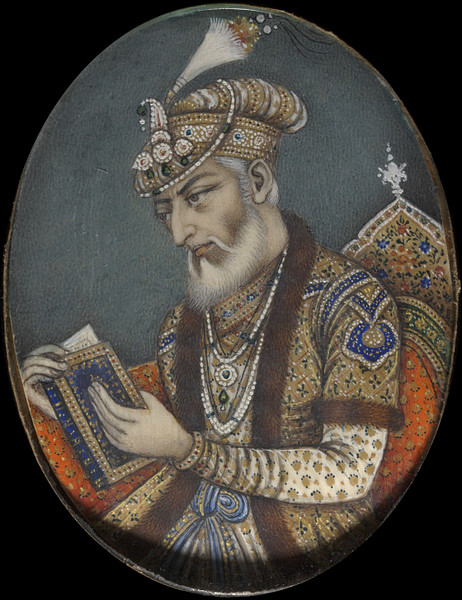
اورنگ زیب حافظ قرآن بود.

## زمینه تاریخی
محمد پیغمبر اسلام در قرن ششم میلادی، در عربستان جایی که شمار اندکی از مردم باسواد بودند، می‌زیست. با تقریب خوبی می‌توان گفت عرب‌ها تاریخ، نسب نامه‌ها و شعرهای خود را تنها از راه حافظه حفظ می‌کردند؛ بنابراین سنت، وقتی محمد سوره‌هایی که بعدتر تحت عنوان قرآن جمع‌آوری شدند را اعلام می‌کرد، پیروانش به‌طور طبیعی آن کلمات را از راه به خاطر سپردن حفظ می‌کردند.

## تعریف حافظ قرآن
هرچند که تعاریف مختلفی برای حافظ قرآن وجود دارد که جنبه‌های کمی و کیفی شخص حافظ را مورد دقت و بررسی قرار می‌دهد، اما در یک تعریف جامع و مانع حافظ قرآن به کسی گفته می‌شود که توانایی دارد همه آیات قرآن را به صورت روان، فصیح و همراه با درک معنای آیات از حفظ (بدون مراجعه به متن یا کمک خواستن از دیگران) بخواند.

## ایران
احراز حافظ قرآن بودن یک شخص، همواره در کشورهای مسلمان‌نشین یک مقولهٔ چالش‌برانگیز و در عین حال حایز اهمیت بوده‌است. در کشور ایران، بر اساس مصوبهٔ جلسه ۵۷۳ شورای عالی انقلاب فرهنگی، هر سال حداقل یک دوره آزمون تخصصی حفظ قرآن کریم طبق ضوابطی معین و دقیق برگزار می‌شود. مجری این ارزیابی سازمان دارالقرآن الکریم از زیرمجموعه‌های سازمان تبلیغات اسلامی است. طبق مادهٔ ۵ مصوبه فوق، دارندگان مدرک تخصصی حفظ قرآن، از مزایای درجات یک تا پنج هنری، موضوع مصوبه جلسه ۵۴۷ شورای عالی انقلاب فرهنگی برخوردار خواهند شد. بنابراین مصوبه مدارک درجه ۱ تا ۵ حفظ قرآن به ترتیب همتراز و معادل با مدارک دکتری، کارشناسی ارشد، کارشناسی، کاردانی و دیپلم هستند.

### سطوح مدارک تخصصی حفظ قرآن
مدرک تخصصی حفظ قرآن، در پنج درجه و با عناوین و شرایط زیر اعطا می‌شود:
- حافظ درجه ۱ یا استاد حفظ قرآن: حافظ ممتاز قرآن، آشنا با تفسیر و علوم قرآنی و دارای ۱۰ سال سابقه تدریس و تربیت حافظان قرآن.
- حافظ درجه ۲ یا حافظ ممتاز قرآن: تسلط بر تلاوت مرتل کل قرآن از حفظ، ترجمه آیات و مفردات قرآن.
- حافظ درجه۳ یا حافظ کل قرآن: تسلط بر خواندن کل قرآن از حفظ، همراه با درک معنای آیات.
- حافظ درجه ۴ یا حافظ ۲۰ جزء قرآن: تسلط بر خواندن بیست جزء پیوسته قرآن از حفظ؛ همراه با درک معنای آیات.
- حافظ درجه ۵ یا حافظ ۱۰ جزء قرآن: تسلط بر خواندن ده جزء پیوسته قرآن از حفظ؛ همراه با درک معنای آیات.

### مزایا و تسهیلات دارندگان مدارک تخصصی درجه ۱ و ۲ حفظ
- دارندگان گواهینامه‌های مذکور در فهرست افتخارات (فعالیت‌های نخبگانی) بنیاد ملی نخبگان قرار می‌گیرند.
- دارندگان گواهینامه‌های مذکور چنانچه دانش‌آموخته یکی از رشته‌های قرآنی مجموعه الهیات و معارف اسلامی در یکی از مقاطع دانشگاهی باشند، می‌توانند بدون شرکت در آزمون و با اخذ پذیرش دانشگاه محل تقاضای خود در یک مقطع بالاتر در همان رشته ادامه تحصیل دهند.
- دانش آموختگان دانشگاهی سایر رشته‌ها که موفق به اخذ گواهینامه‌های مذکور شده‌اند، در صورت کسب حداقل هشتاد درصد امتیاز نهایی آخرین نفر پذیرفته شده در رشته مورد تقاضا، پذیرفته خواهند شد.[۲]

### تعداد حافظان قرآن
هرچند بنا به دلایل مختلفی از جمله عدم رعایت مبنای حافظ کل بودن در ارائه آمارها، عدم سنجش صحیح و ارزیابی کامل در این زمینه از سوی برخی نهادها، عدم خوداظهاری شخص حافظ، عدم شرکت برخی از حافظان قرآن در یک آزمون استاندارد و واقعی، تکراری بودن و پوششی بودن برخی از آمارهای مختلف نمی توان تعداد دقیقی برای حافظان قرآن کشور اعلام کرد و حتی طبق برخی اظهار نظرهای فعالان قرآنی هیچ نهادی هم آمار دقیقی از تعداد حافظان کشور ندارد، اما طبق شواهدی که از آمار سازمان دارالقرآن و سازمان سنجش آموزش کشور در دسترس است چیزی در حدود بیست هزار نفر حافظ کل قران در کشور وجود دارد. اما از این میان تنها حدود دو هزار نفر توانسته اند صحت حافظ بودن خود را به اثبات برسانند.

#### بحث دقیق تر
آمارهای دیگری در این زمینه وجود دارد که جمعاً بیان می‌دارند تعداد حافظ قرآن در کشور از چیزی بین صد تا دویست هزار نفر شروع می‌شود و به مرز یک تا دو میلیون نفر نفر می‌رسد. این آمار شامل کسانی می‌شود که در طی سالیان مختلف اقدام به حفظ قرآن کرده‌اند یا قرار است در آینده بخش‌هایی از قرآن یا تمام آن را حفظ بکنند.(از حدود نیم جزء تا کل قرآن)
این آمار اما خدشه پذیر است، زیرا در وهله اول دامنه تغییرات این آمار (از صد هزار نفر گرفته تا یک میلیون نفر) بسیار بزرگ است و خود بخود آمار فوق را ابطال پذیر می‌کند و در وهله دوم حفظ کردن به معنای حافظ بودن و رعایت الزاماتی که برای تعریف حافظ قرآن وجود دارد نیست. همچنین این ارقام فقط یک برآورد هستند که در اغلب آمارگیری‌ها صرفاً از یک آزمون کتبی سهل و آسان به دست آمده یا خواهد آمد. چهارمین خدشه ای که به این آمار وارد است توجه به نوع استخراج آن است که از انواع و اقسام مسابقات و دوره‌هایی مستخرج شده‌است که در بازه زمانی تقریبی ۴۰ سال و در همه رده‌های مختلف سنی، آموزشی، صنفی و … در کشور صورت پذیرفته‌است.
مضاف بر این دلایل، عوامل مختلفی از جمله فراموشی آیات حفظ شده، مرگ و میر و … نیز وجود دارد که آمار مزبور را به شدت دست‌خوش کاهش قرار می‌دهد. پس دقیق‌ترین آمار همان حدود ۲۰۰۰ حافظ واقعی و سنجیده شده‌است.

## حافظان تأثیرگذار
1- حافظ شیرازی، شاعر سده هشتم هجری.
2- کربلایی کاظم ساروقی، (زادهٔ: ۱۲۶۲، ساروق اراک - درگذشت: ۱۳۳۹، قم) فردی بی سواد بود که به طور اعجاب انگیزی حافظ کل قرآن شد. ادعای وی توسط بسیاری اهالی دین و فرهنگ مورد سنجش قرار گرفت و تأیید شد.
3- شهریار پرهیزگار، (زادهٔ ۲۵ مرداد ۱۳۴۳ در تهران) از قاریان شیعه و حافظان ایرانی.
4- سید محمدحسین طباطبایی (علم‌الهدی)، (زاده ۲۷ بهمن ۱۳۶۹ در قم) روحانی و قرآن‌پژوه ایرانی که توانست در سن ۵ سالگی کل قرآن را حفظ کند.